# دوري آيسلندا الممتاز 1947
دوري آيسلندا الممتاز 1947 (بالآيسلندية: Efsta deild karla í knattspyrnu 1947) هو الموسم 36 من  دوري آيسلندا الممتاز. كان عدد الأندية المشاركة فيه  5، وفاز فيه نادي فرام.